# Спиналонга (полуостров)
Спинало́нга (греч. Σπιναλόγκα) (называют также Большая Спиналонга для отличия от острова Спиналонга) — полуостров на востоке Крита, соединённый с ним узкой песчаной косой в районе деревни Элунда. В переводе с итальянского — «длинный шип».

## История
В древние времена на этом месте между Элундой и Спиналонгой была сплошная суша и никакого полуострова не было. Здесь располагался богатый древнегреческий, а затем римский город-порт Олус, имевший право чеканки монет.
После землетрясения (II век н. э.) практически весь город ушёл под воду и на его месте образовался залив, а часть суши сохранилась в виде полуострова. По сведениям венецианского картографа Винченсо Коронелли, в начале XVI века венецианцы решили отделить часть полуострова и создать остров для усиления защиты порта Элунда от пиратов. В настоящее время у северной оконечности полуострова располагается остров Спиналонга.

## Достопримечательности
Сейчас можно увидеть на полуострове Спиналонга раннехристианскую базилику и три старинных ветряных мельницы. Они находятся около песчаной косы, соединяющей полуостров с Элундой.
Со стороны отмели у канала к северу от дамбы можно увидеть также фрагмент напольной мозаики.
Раньше здесь добывали соль. И поэтому вдоль песчаной косы из воды выступают каменные ограждения в виде сот, где морская вода под действием солнца испарялась.